# سیارک ۴۳۴۸
سیارک ۴۳۴۸ (به انگلیسی: 4348 Poulydamas، نامگذاری:1988RU) چهار هزار و سیصد و چهل و هشتمین سیارک کشف شده‌است که در ۱۱ سپتامبر ۱۹۸۸ کشف شد.
قدر مطلق سیارک برابر ۹٫۲۰ است.